# Palav
Palav é um tipo de pilaf, considerado "o prato nacional dos tadjiques", tal como nos países vizinhos. Na Ásia Central, este tipo de pratos é também conhecido como "osh". De qualquer modo, é importante registar as diferenças entre cada um.
No Tadjiquistão, este prato é tradicionalmente preparado num “kazan”, um caldeirão com o fundo afunilado, que se suspende sobre o fogo ou se coloca sobre brasas. Começa por se fritar cenoura ou nabo amarelo e pequenos pedaços de carne em óleo vegetal ou, de acordo com a tradição, na gordura da cauda de carneiro. O arroz é adicionado antes da carne e fica alaranjado ou avermelhado pelos pigmentos da cenoura ou nabo. Acrescenta-se então água e vários vegetais e frutas, tais como cebola, grão-de-bico, passas de uva, marmelo e damasco. Normalmente, cozem-se ou assam-se à parte cabeças de alho inteiras, que se servem sobre o arroz. 

## Afeganistão
No Afeganistão, o "palau" termina a cozedura no forno, depois de misturado com os "qormas" (guisados). 

## Azerbaijão
No Azerbaijão, o plov (ou “ash”) é uma comida de cerimónia, servido em casamentos, aniversários ou funerais, normalmente num grande prato, banhado com manteiga derretida e coberto com arroz misturado com açafrão, amêndoas ou nozes e o gazmag, ou seja, a crosta que se formou no fundo do kazan e que é considerada por muitos como a melhor parte do plov. O plov pode ser preparado apenas com amêndoas e gergelim, com carne de carneiro ou galinha, só com vegetais, ou doce, com frutas, leite e xarope de romã. 

## Quirguistão
No Quirguistão, o "plov" é preparado começando com um guisado com a carne cortada em pequenos cubos e frita com cebola picada; a cenoura é ralada e junta à carne quando esta já está cozida. O arroz é cozido em água num kazan, em lume forte; quando a água tiver sido absorvida, baixa-se o lume, junta-se todo o arroz no centro do kazan, abrem-se furos com um espeto de madeira, junta-se mais água e passas de uva, tapa-se o kazan e deixa-se terminar a cozedura. A carne e vegetais são misturadas no fim, como num risotto. 

## Turquemenistão
Tal como no Tadjiquistão, o arroz no Turquemenistão é preparado como "palav" ou “ash”, cozinhado diretamente com carne, muita gordura, cebola, cenoura, especiarias (poucas), passas de uva, ervilhas ou feijão e, por vezes, marmelo; o arroz glutinoso é geralmente preferido, uma vez que permite que a pessoa apanhe uma boa quantidade com os dedos. 

## Uzbequistão
No Uzbequistão, o "plov" é tradicionalmente preparado salteando carne de carneiro ou borrego na própria gordura, após o que se adiciona cebola, até esta ficar frita, depois alho, cenoura e vários condimentos, deixando estufar; esta preparação tem o nome de "zirvak". Finalmente junta-se o arroz e água ou caldo e deixa-se cozer em fogo brando. Os condimentos incluem cominho e coentro em grão, uva-espim (um pequeno fruto silvestre ácido e perfumado), folhas de Tagetes (cravo-de-burro, cravo-de-defunto ou "marigold" em inglês), malagueta e pimenta; podem também juntar-se cabeças de alho e grão-de-bico quando o arroz está a cozer. Em ocasiões especiais, o plov leva ainda damasco seco, e passas de uva. Conhece-se ainda uma variante proveniente de Bukhara, em que a carne utilizada é de galinha. 